# Grahame Cheney
Grahame Francis Cheney (* 27. April 1969 in Lithgow, New South Wales) ist ein ehemaliger australischer Boxer. 

## Amateurkarriere
Cheney wurde 1987 und 1988 Australischer Meister im Halbweltergewicht sowie 1990 Australischer Meister im Weltergewicht. Zudem gewann er 1988, 1989 und 1990 die Ozeanischen Meisterschaften, sowie 1990 eine Bronzemedaille bei den Commonwealth Games in Auckland. Bei der Weltmeisterschaft 1989 in Moskau verlor er im Achtelfinale gegen Igor Ruschnikow.
Sein größter Erfolg war der Gewinn der Silbermedaille im Halbweltergewicht bei den Olympischen Sommerspielen 1988 in Seoul. Mit Siegen gegen Miguel González, Ike Quartey, Todd Foster und Lars Myrberg war er der erste australische Boxer nach Reginald Baker im Jahr 1908, der ein Olympiafinale erreichen konnte. Beim Kampf um die Goldmedaille unterlag er gegen Wjatschaslau Janouski.

## Profikarriere
Ab April 1991 boxte er als Profi, gewann 17 von 20 Kämpfen und beendete seine Karriere nach einer Niederlage gegen Wiktor Baranow am 25. März 1996 in Sydney.

### Titelgewinne als Profi
- 25. September 1993: IBF Pan Pacific Champion im Halbmittelgewicht
- 11. September 1992: WBC International Champion im Weltergewicht
- 24. November 1991: Australischer Meister im Weltergewicht